# Underground 9 – Demos
Underground 9 – Demos (auch: Linkin Park Underground 9 – Demos, LPU9 – Demos) ist die neunte Auflage der jährlich erscheinenden CD des offiziellen Linkin-Park-Fanclubs Linkin Park Underground (LPU). Es enthält B-Seiten und Demos, die über zehn Jahre hinweg entstanden sind. Im Gegensatz zu den meisten der acht älteren Auflagen, waren alle Titel bis dahin unveröffentlicht.

## Inhalt
Zur Veröffentlichung von Underground 9 – Demos sagte Mike Shinoda: „Songs verändern sich laufend während des kreativen Prozesses, also dachten wir, dass es cool wäre, frühe Versionen von vertrauten Stücken zu veröffentlichen. Die Versionen in dieser Kollektion repräsentieren wichtige Momente in der Evolution des jeweiligen Songs: unterschiedlicher Gesang, Variationen in der Musik, und fehlende Teile. Sie sind Schnappschüsse unserer laufenden Arbeit.“
A-Six ist die lange Version von A.06, ein kurzes Instrumentalstück, das auf der CD Underground V2.0 veröffentlicht wurde.
Die Demo von Faint klingt insgesamt etwas rauer als die fertige Version. Der größte Unterschied ist jedoch der fehlende Refrain, an dessen Stelle ein Instrumental-Part kommt.
Sad ist ein kurzes Instrumentaldemo von By Myself.
Fear, die Leave Out All the Rest Demo, wird im Gegensatz zur finalen Version von Mike Shinoda gesungen. Der Songtext ist komplett ein anderer.
Die Demo zu Figure.09 ist vergleichbar mit Faint: Sie klingt insgesamt rauer und aggressiver. Auffallend ist auch der Songtitel, der bestätigt, dass der Name Figure.09 ursprünglich eine Bezeichnung für ein Demo ist, die jedoch beibehalten wurde.
Stick and Move ist ein frühes Instrumentaldemo von Runaway. Es unterscheidet sich auch von der gleichnamigen Version aus dem Jahr 1997, als die Band noch Xero hieß und der Song noch einen Text hatte, wenn auch ein völlig anderer als Runaway, und von Mark Wakefield gesungen wurde.
Across the Line ist keine Demo, sondern eine B-Seite. Nachdem in einer Episode von LPTV (Linkin Park TV) ein kurzer Ausschnitt aus dem Demo Japan eingespielt wurde, fragten viele Fans die Band danach. Aufgrund der positiven Reaktionen entschied sich die Band daher, das Demo, das eigentlich für das Album Minutes to Midnight gemacht worden war, doch noch fertigzustellen. Das Produkt daraus ist Across the Line.
Von Drawing, der Demo von Breaking the Habit, ist bekannt, dass zuvor schon eine kürzere Version existierte. Die Version auf der EP ist ein Instrumental, das der Albumversion relativ stark ähnelt.
Drum Song, die The Little Things Give You Away Demo, wird wie Fear von Mike Shinoda gesungen und nicht von Chester Bennington, wie es auf Minutes of Midnight der Fall ist.

## Veröffentlichung
Im LPU Online Shop erschien die EP am 23. November 2009 – wie üblich gegen Ende des Kalenderjahres. Erstmals, und bisher zum einigen Mal, war eine LPU-CD auch im deutschen Handel erhältlich. Außerhalb des Fanclubs wurde die EP am 5. Februar 2010 veröffentlicht.

## Rezeption
Die Kritik von Laut.de fiel vernichtend aus: Rezensent Yan Vogel das Album u. a. „Abzocke“ und „Mogelpackung par excellence“ und titelt „Frequenzkastrierte Synthetik-Produkte im Demostadium“. Er kritisiert auch die „lieblose Zusammenstellung“. Auch andere Kritiken fallen negativ aus, wenn auch etwas milder. Thomas Kupfer von Rock Hard findet die Songs „mehr oder weniger aufschlussreich“ und das Konzept sei gut gemeint, kann die EP aber dem Durchschnittskonsumenten nicht empfehlen. Brian Banks von musicvice.com fasst das Album mit dem Wort „unnötig“ zusammen.
Viele Fans loben, dass erstmals ein LPU-Album nur unveröffentlichte Tracks enthält, kritisieren aber, dass die EP, wie schon der Sampler Songs from the Underground, der einige Tracks von früheren LPU-CDs enthält, auch außerhalb des LPU-Stores erschienen ist, da die Exklusivität verloren gehe. Seither werden die jährlich erscheinenden LPU-CDs wieder ausschließlich über den Fanclub vertrieben.

## Chartplatzierungen
| ChartsChartplatzierungen | Höchstplatzierung | Wochen |
| ------------------------ | ----------------- | ------ |
| Deutschland (GfK)        | 66 (1 Wo.)        | 1      |
| Österreich (Ö3)          | 73 (1 Wo.)        | 1      |
| Schweiz (IFPI)           | 29 (4 Wo.)        | 4      |